# Palazzo Strozzi

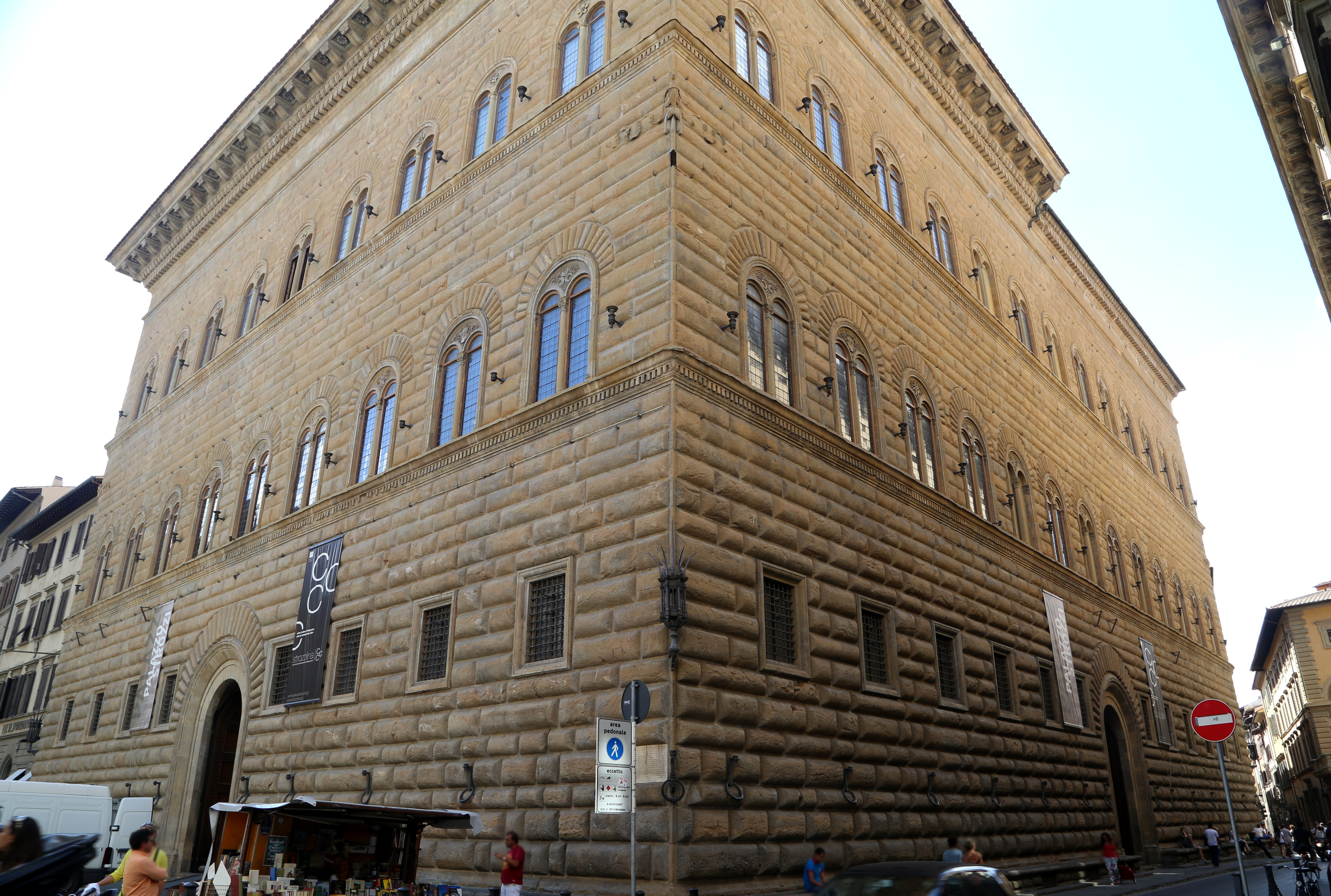
Der Palazzo Strozzi mit seiner Bossenwerk-Fassade

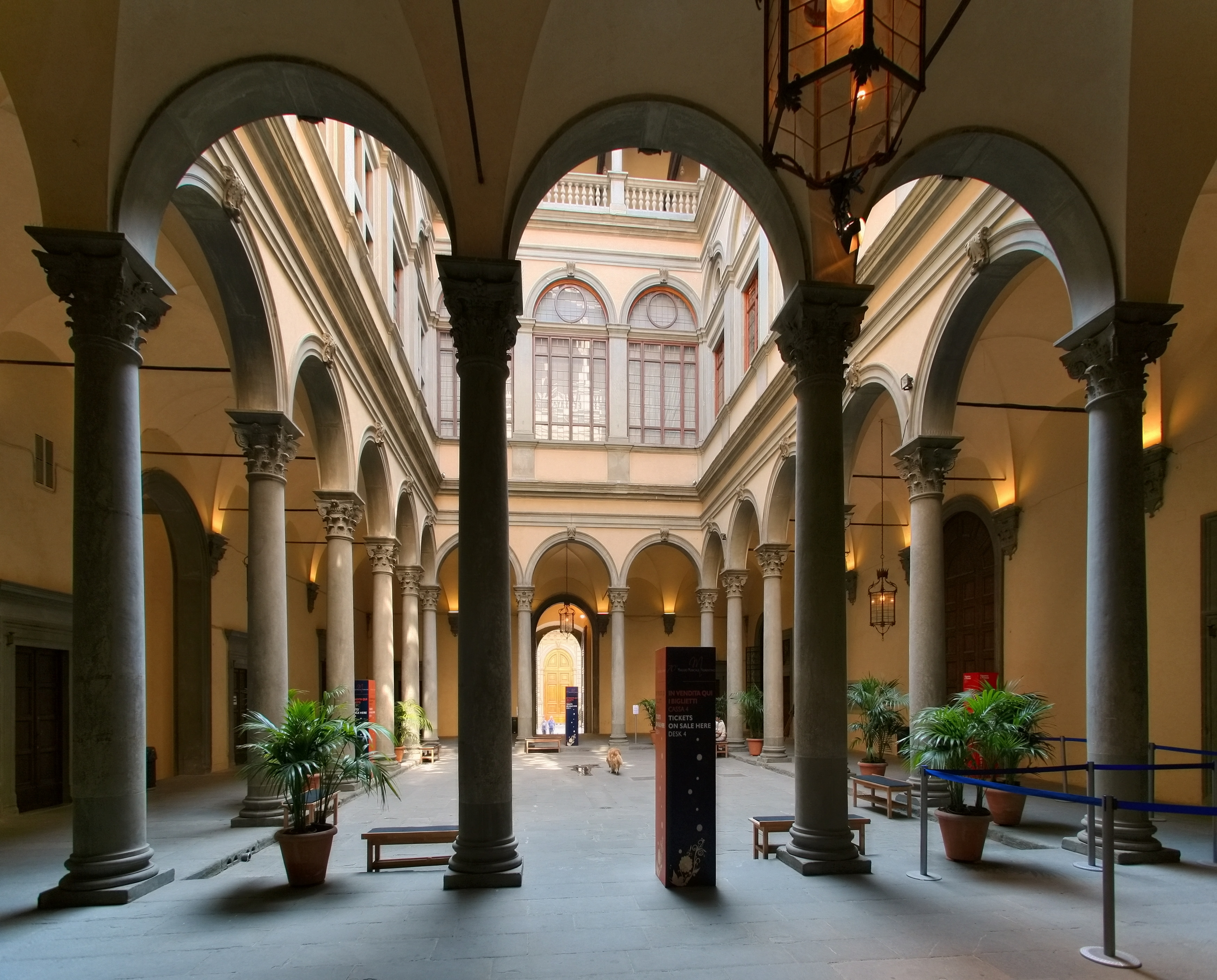
Innenhof des Palazzo Strozzi

Der Palazzo Strozzi ist ein Renaissancepalast in Florenz.

## Geschichte
Der Palast wurde im Auftrag von Filippo Strozzi vermutlich nach Entwürfen von Benedetto da Maiano um 1489–1539 errichtet. Giuliano da Sangallo fertigte ein Holzmodell. Architektonisches Vorbild war der Palazzo Medici Riccardi. Er verkörpert in sehr reiner Form den Florentiner Stadtpalast der Frührenaissance. Filippo Strozzi starb noch vor der Fertigstellung des Palazzo Strozzi. Die Familie Strozzi blieb Eigentümer des Gebäudes bis zum Verkauf 1937 an das seinerzeit staatliche Istituto Nazionale delle Assicurazioni.

## Heutige Nutzung
Seit 2006 ist das Gebäude Sitz des Centro di cultura contemporanea Strozzina – Fondazione Palazzo Strozzi di Firenze. Es werden regelmäßig Ausstellungen zur italienischen und internationalen Kunst gezeigt. Die von der Fondazione organisierten Ausstellungen finden im Piano Nobile des Palastes statt. Seit 2006 hat die Fondazione über 50 Ausstellungen von Werken Alter Meister, der Klassischen Moderne bis zu Künstlern der Gegenwart, wie Marina Abramovic, Ai Weiwei, Jeff Koons, Tomás Saraceno oder Bill Viola organisiert.
Die Ausstellung Il Cinquecento a Firenze: Tra Michelangelo, Pontormo e Giambologna beispielsweise vereinte Werke von Michelangelo Buonarroti, Benvenuto Cellini, Jacopo da Pontormo, Andrea del Sarto, Giorgio Vasari u. a.
Des Weiteren dient das Gebäude als Zweitsitz der Scuola Normale Superiore in Florenz.